# Académie de Soro

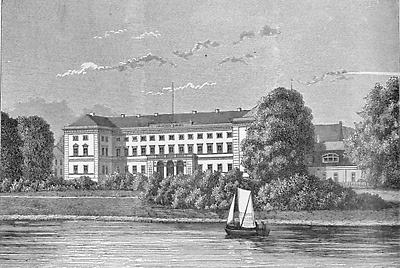
Les nouveaux bâtiments de l'Académie de Soro au XIXe siècle.

L’Académie de Soro ou Regia et equestris Academia Sorana, en danois moderne Sorø Akademi, est une école secondaire fondée en 1586 par Frédéric II de Danemark à Sorø dans l'île de Seeland.

## Histoire
Alors que les jeunes issus de la noblesse ou des classes riches allaient faire leurs études à Paris où dans les autres écoles européenne, Frédéric II décida pour éviter cet exode de fonder une école secondaire latine dans les anciens bâtiments de l’abbaye médiévale de Soro (Sorø).
Par la suite en 1623, Christian IV y ajouta une école supérieure donnant un cursus d'un an à laquelle il donna le nom d’Académie. Il lui donna des biens fonciers pour lui assurer des revenus.
On y enseignait les trois langues anciennes hébreux, grec, latin mais aussi les mathématiques, la musique, l’histoire, l’escrime, l’équitation et même le jeu de paume.
L’école tomba en décadence et fut ravagée en 1813 par un incendie. Ce fut alors qu’elle fut rebâtie dans le magnifique édifice néoclassique existant auquel fut adjoint une riche bibliothèque installée dans l'ancienne abbaye de Sorø.
Actuellement l'Académie est toujours un « gymnase » réputé d'où sont issues de nombreuses personnalités.